# NGC 2551
NGC 2551是位于鹿豹座的一个星系。它的赤经为：824.8，赤纬为：73° 25′，大小：1.9′。